# Filago (Asteraceae)
Filago là một chi thực vật có hoa trong họ Cúc (Asteraceae).

## Loài
Chi Filago gồm các loài:<ref name=":0">
- Filago aberrans Wagenitz
- Filago abyssinica Sch.Bip. ex A.Rich.
- Filago aegaea Wagenitz
- Filago anatolica (Boiss. & Heldr.) Chrtek & Holub
- Filago arenaria (Smoljan.) Chrtek & Holub
- Filago argentea (Pomel) Chrtek & Holub
- Filago arizonica A.Gray
- Filago arvensis L.
- Filago asterisciflora (Lam.) Sweet
- Filago californica Nutt. - California cottonrose
- Filago carpetana (Lange) Chrtek & Holub
- Filago castroviejoi Andrés-Sánchez, D.Gutt.Larr., E.Rico & M.M.Mart.Or
- Filago congesta DC.
- Filago contracta (Boiss.) Chrtek & Holub
- Filago cretensis Gand.
- Filago crocidion (Pomel) Chrtek & Holub
- Filago cuneata Lojac.
- Filago depressa A.Gray
- Filago desertorum Pomel
- Filago cuneata Lojac.
- Filago discolor (DC.) Andrés-Sánchez & Galbany
- Filago duriaei Coss. ex Lange
- Filago eriocephala Guss.
- Filago eriosphaera (Boiss. & Heldr.) Chrtek & Holub
- Filago filaginoides (Kar. & Kir.) Wagenitz
- Filago fuscescens Pomel
- Filago germanica (L.) Hudson - common cudweed
- Filago griffithii (A.Gray) Andrés-Sánchez & Galbany
- Filago hispanica (Degen & Hervier) Chrtek & Holub
- Filago hurdwarica (Wall. ex DC.) Wagenitz
- Filago inexpectata Wagenitz
- Filago libyaca (Alavi) Greuter
- Filago lojaconoi (Brullo) Greuter
- Filago longilanata (Maire & Wilczek) Greuter
- Filago lusitanica (Samp.) P.Silva
- Filago lutescens Jord.  - red-tipped cudweed
- Filago mareotica Delile
- Filago mauritanica (Pomel) Dobignard
- Filago micropodioides Lange
- Filago neglecta (Soy.-Will.) DC.
- Filago nevadensis (Boiss.) Wagenitz & Greuter
- Filago palaestina (Boiss.) Chrtek & Holub
- Filago paradoxa Wagenitz
- Filago perpusilla (Boiss. & Heldr.) Chrtek & Holub
- Filago pertomentosa F.Ghahrem. & Akhundz.
- Filago petro-ianii Rita & Dittrich
- Filago prolifera Pomel
- Filago pygmaea L.
- Filago pyramidata L. - broad-leaved cudweed
- Filago ramosissima Lange
- Filago sahariensis Chrtek & Holub
- Filago tyrrhenica Chrtek & Holub
- Filago wagenitziana Bergmeier